# Cheiracanthium denisi
Cheiracanthium denisi es una especie de araña del género Cheiracanthium, familia Cheiracanthiidae, suborden Araneomorphae. Fue descrita científicamente por Caporiacco en 1939.

## Distribución
Se distribuye por Etiopía y el Congo.